# Desert 9
 (mars 2022).
Desert 9 (第9砂漠, Dai-9 Sabaku) est un shōnen manga écrit et dessiné par Kei Deguchi. Il est prépublié du 4 février 2020 au 4 mai 2021 dans le Jump Square, puis publié en volumes reliés par l'éditeur japonais Shūeisha. La version française est éditée par nobi nobi ! depuis février 2022.

## Synopsis
Sur une planète désertifiée depuis mille ans, l'eau a pris vie. Elle s'est changée en monstres nommés "hydra". Le jeune Mao, habitant du premier des huit déserts que compte ce monde, est ce qu'on appelle un chasseur d'eau. C'est un métier dangereux mais vital pour les humains, qui consiste à abattre les hydra pour rapporter le précieux liquide. Un jour, lors d'une chasse dans une oasis, il trouve une mystérieuse relique aux pouvoirs extraordinaires. Celle-ci le met rapidement sur la piste de son père, un rêveur qui a disparu lors de sa quête du mythique désert n°9, le pays originel oublié de tous. Mao décide alors de suivre les traces de son père et entreprend un périlleux voyage vers le monde extérieur !

## Personnages
Mao (マオ)
Un jeune garçon vivant dans le premier désert. Il chasse les hydras, des créatures composées d'eau. Il part à la recherche de son père dans le 9ème désert.
Canaria (カナリア, Kanaria)
Une fille vivant dans le second désert. Elle peut manipuler la gravité à sa guise. Elle est connue sous le nom de "Diva".
Le père de Mao (マオの父, Mao no chichi)
Lucas (リュカ, Ryuka)

## Manga
Le manga est dessiné par Kei Deguchi. Le premier chapitre est publié dans le 3e numéro du Jump Square de 2020 le 4 février 2020. La série s'est terminée dans le 6e numéro de 2021 publié le 4 mai 2021. La série compte un total de 4 volumes, publiés par l'éditeur japonaise Shūeisha. En France, la série est licenciée chez l'éditeur nobi nobi ! depuis février 2022.

### Liste des volumes
| no | Japonais         | Japonais          | Français       | Français          |
| no | Date de sortie   | ISBN              | Date de sortie | ISBN              |
| --- | ---------------- | ----------------- | -------------- | ----------------- |
| 1 | 18 mai 2020      | 978-4-08-882305-8 | 2 février 2022 | 978-2-37-349595-9 |
| Liste des chapitres : - Chapitre 1 : Mer de sable, monstres d'eau (砂の海、水の獣, Suna no umi, mizu no kemono) - Chapitre 2 : La fille au flash rouge (赤方偏移の少女, Sekihōhen'i no shōjo) - Chapitre 3 : La fantôme du bateau (船の幽霊, Fune no yūrei) - Bonus : Sous des cieux quelque peu lointains (少し遠くの空の話, Sukoshi tōku no sora no hanashi) |                  |                   |                |                   |
| 2 | 9 septembre 2020 | 978-4-08-882410-9 | 6 avril 2021   | 978-2-37-349732-8 |
| Liste des chapitres : - Chapitre 4 : Ciel rougeoyant, mélodie du paradis (赤の空、天国の調べ, Aka no sora, tengoku no shirabe) - Chapitre 5 : Blanche (シロ, Shiro) - Chapitre 6 : C'est bête (馬鹿みたい, Bakamitai) - Chapitre 7 : Mon aventure (わたしの冒険譚, Watashi no bōkentan)                                                                        |                  |                   |                |                   |
| 3 | 4 janvier 2021   | 978-4-08-882536-6 | 1er juin 2022  | 978-2-37-349750-2 |
| Liste des chapitres : - Chapitre 8 : UI Meria (炎王の花輪, Honō-ō no hanawa) - Chapitre 9 : Un joyau d'azur et de mirage (紺碧と陽炎の宝物, Konpeki to kagerō no hōmotsu) - Chapitre 10 : La guerre des vacances d'été (夏休み争奪戦, Natsuyasumi sōdatsu-sen) - Chapitre 11 : Le roi des morts (死者の王様, Shisha no ōsama)                                  |                  |                   |                |                   |
| 4 | 4 juin 2021      | 978-4-08-882643-1 | 17 août 2022   | 978-2-37-349765-6 |
| Liste des chapitres : - Chapitre 12 : 雷神、風神、毒針穿つ羅針盤 (Raijin, fūjin, doku hari ugatsu rashinban) - Chapitre 13 : 燦然と咲く (Sanzen to saku) - Chapitre 14 : アクアリウム (Akuariumu) - Chapitre 15 : プレゼント (Purezento) - Chapitre 16 : 不器用な幽霊 (Bukiyōna yūrei)                                                                         |                  |                   |                |                   |